# Plan Langevin-Wallon
Le plan Langevin-Wallon est le nom donné au projet global de réforme de l'enseignement et du système éducatif français élaboré à la Libération conformément au programme de gouvernement du Conseil national de la Résistance (CNR) en date du 15 mars 1944.
Ce projet global fut élaboré par les membres de la « Commission ministérielle d'études pour la réforme de l'enseignement » nommés le 8 novembre 1944 par René Capitant, ministre de l'Éducation nationale du gouvernement provisoire de la République française présidé par Charles de Gaulle. Commission successivement présidée par deux grands intellectuels liés alors au PCF — Paul Langevin puis Henri Wallon — et qui devait projeter pour la France un grand système éducatif démocratique pour lui permettre de rattraper son retard dans ce domaine décisif de la compétition avec les autres pays développés (États-Unis, Royaume-Uni,…).
Mais ce projet global de réforme fut remis trop tardivement en juin 1947 à un 2e gouvernement Paul Ramadier qui, ayant exclu les ministres communistes, venait de prendre en compte le nouveau contexte de « guerre froide » planétaire et le financement par l'inflation de la guerre d'Indochine comme du développement économique avec l'aide américaine du Plan Marshall. Il semblait ainsi mort-né en juin 1947 mais, paradoxalement, il a servi depuis de référence.

## Historique
La dernière grande réforme de structure du système éducatif date alors des années 1879-1882 lorsque les lois dites Jules Ferry ont réalisé dans l'enseignement primaire une « révolution par la loi » mise en œuvre par les hussards noirs de la République.
L'instruction obligatoire, fixée à 13 ans par la loi du 28 mars 1882, avait été allongée par une première étape à 14 ans, par la loi du 9 août 1936. Mais en 1937, alors que la société française a considérablement évolué, le projet de réforme de l'enseignement notamment secondaire de Jean Zay - ministre radical du gouvernement de Front populaire - est enterré par les tergiversations de la commission parlementaire. Échec suivi, de 1940 à 1944, de la part de l'État français de Philippe Pétain, de mesures remettant en cause les principes de gratuité et de laïcité et supprimant le brevet supérieur comme les écoles normales primaires tout en relevant après la classe de 3e le recrutement des futurs instituteurs obligés maintenant de préparer en trois ans leur baccalauréat dans les lycées. C'est pourquoi, face à cette situation de retard par rapport aux autres pays développés, le 15 mars 1944, le Conseil national de la Résistance (CNR) adopte un programme de gouvernement comportant la mise en œuvre d'une nouvelle « révolution par la loi » avec une grande réforme globale de l'enseignement à qui est assigné notamment l'objectif suivant :
« La possibilité effective, pour les enfants français, de bénéficier de l'instruction et d'accéder à la culture la plus développée, afin que les fonctions les plus hautes soient réellement accessibles à tous ceux qui auront les capacités requises pour les exercer et que soit ainsi promue une élite véritable, non de naissance, mais de mérite, et constamment renouvelée par les apports populaires. »

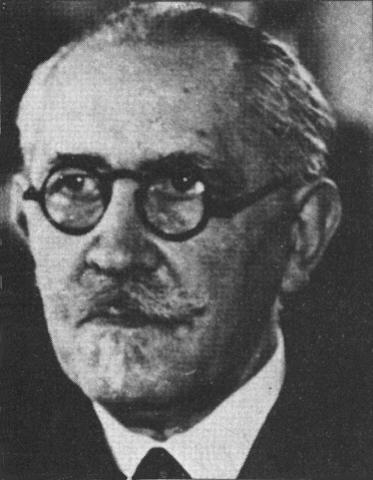
Paul Langevin (1872-1946).

Le 8 novembre 1944, alors que la France n'est pas encore complètement libérée, René Capitant (non inscrit), ministre de l'Éducation nationale du gouvernement provisoire présidé par Charles de Gaulle, crée donc une « Commission ministérielle d'études pour la réforme de l'enseignement » et en nomme les dix neuf membres qui ne remettront leur projet que trente et un mois plus tard en juin 1947. Commission présidée d'abord par Paul Langevin (professeur au Collège de France, président du Groupe français d'éducation nouvelle et alors lié au PCF) puis, après le décès de celui-ci en 1946, par Henri Wallon (professeur au Collège de France, président de la Société française de pédagogie, fondateur de la psychologie en milieu scolaire et alors lié au PCF). Et commission de dix-neuf membres, composée d'abord, outre de son président Paul Langevin, des deux vice-présidents Henri Wallon et Henri Piéron (professeur au Collège de France et directeur de l'Institut d'orientation professionnelle), d'un secrétaire en la personne de Jacques-Olivier Grandjouan (directeur du service de documentation et d'études pédagogiques au ministère) et des deux secrétaires adjoints Roger Gal (professeur agrégé attaché à la direction de l'enseignement du second degré) et Alfred Weiler (professeur au lycée Henri-IV à Paris),. Les treize autres membres de la commission étant Mlle Cabane (inspectrice des écoles primaires à Paris et ancienne directrice de l'École normale d'instituteurs de Troyes), Fernand Canonge (professeur de collège technique),,, Émile Coornaert (professeur au Collège de France), Marcel Durry (maître de conférences à la Sorbonne), Lucien Febvre (professeur au Collège de France), Pierre George (professeur agrégé à Paris), Maurice Janets (professeur agrégé à Paris), Adrien Lavergne (professeur de collège moderne à Paris), Fernand Renaudeau (directeur de l'École normale supérieure de l'enseignement technique), Mme Fernande Seclet-Riou (professeur de collège moderne à Paris), Jean-Auguste Senèze (instituteur à Paris), Georges Teissier (professeur à la Sorbonne) et André Voguet (instituteur à Paris),.
Ont également participé, ès qualités, aux travaux de la commission : Jean Bayet (directeur général de l'enseignement), Pierre Auger (directeur de l'enseignement supérieur), Gustave Monod (directeur de l'enseignement du second degré), Maurice Barrée (directeur de l'enseignement du premier degré),, Paul Le Rolland (directeur de l'enseignement technique), Marcel Cornu et Henri Beslais (représentants du ministre), Dominique Parodi (inspecteur général honoraire de l'Instruction publique ayant remplacé Mlle Marie-Louise Soustre décédée en mai 1945).
La commission désigne comme rapporteur le 13 février 1947 Mme Seclet-Riou dont le rapport « Projet de la commission ministérielle d'études », adopté à l'unanimité de ses membres, est remis le 19 juin 1947 entre les mains de Marcel Naegelen (SFIO) ministre de l'Éducation nationale du 2e gouvernement Paul Ramadier.
Paul Ramadier (SFIO) qui, un mois plus tôt, avec l'exclusion des cinq ministres communistes, vient de prendre en compte le nouveau contexte de guerre froide planétaire et le financement par l'inflation de la guerre d'Indochine comme du développement économique avec l'aide américaine du Plan Marshall. Paul Ramadier ne préside donc plus un gouvernement d'union nationale « tripartite » MRP-SFIO-PCF (élargi en fait à 2 UDSR, 2 Radicaux et 2 Indépendants) appliquant encore pour partie le programme de gouvernement du Conseil national de la Résistance (CNR) mais un gouvernement de Troisième Force (Indépendants, MRP, parti Radical, UDSR, SFIO…). « Troisième Force » qui rejette dans l'opposition les deux autres forces : opposition relative des gaullistes du RPF créé en avril 1947 par Charles de Gaulle et opposition durable des communistes du PCF avec Maurice Thorez jusqu'alors ministre d'État chargé de la Fonction publique et vice-président du Conseil.
Les travaux de la commission ont duré trop longtemps (31 mois) et les conditions politiques exigées pour la mise en œuvre de son ambitieux projet ne sont maintenant plus réunies. C'est pourquoi le ministre Marcel Naegelen, remerciant le président et la commission pour leur dévouement, leur précisa que le projet suscitant à l'étranger un courant d'intérêt très marqué, il était indispensable qu'il soit largement diffusé dans le monde quand bien même il ne devrait pas recevoir une application immédiate en France.
De fait, le projet sera publié mais ne sera jamais discuté par le gouvernement ni présenté devant le Parlement. La nécessaire grande réforme démocratique du système éducatif reste alors lettre morte pour l'essentiel. De ce fait, les politiques scolaires de la IVe République conserveront ainsi les ségrégations malthusiennes antérieures du primaire et du secondaire entre cursus dit « populaire » des écoles primaires élémentaires, des cours complémentaires et des nouveaux centres d'apprentissage et cursus « bourgeois » des collèges et des lycées (de la 11e à la 1re puis à la Terminale) avec leurs catégories spécifiques d'enseignants aux recrutements et aux formations très disparates. Et il faudra attendre la Ve République pour que des réformes successives soient entreprises. Notamment, la prolongation de la scolarité obligatoire jusqu'à 16 ans en 1959, la circulaire ministérielle de 1960 définissant la fonction des psychologues scolaires dont le recrutement et la formation reprennent, la création en 1967 des sections en deux ans préparant aux brevets d'études professionnelles (BEP) dans les collèges d'enseignement technique (CET de 1959 succédant aux centres d'apprentissage), la concentration de 1963 à 1974 des collèges d'enseignement général (CEG de 1959) en gros collèges d'enseignement secondaire (CES de 1963) à trois filières transformés en 1975 en collèges uniques puis l'unification du recrutement à la licence et de la formation des enseignants dans les IUFM en 1989 comme l'envisageait le plan Langevin-Wallon quarante deux ans plus tôt.
Finalement, les analyses et dispositions du « Plan Langevin-Wallon » ont constitué, depuis 1947, une référence constante dans le débat sur l'enseignement en France.

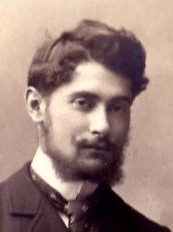
Henri Wallon (1879-1962), jeune.

## Principales dispositions

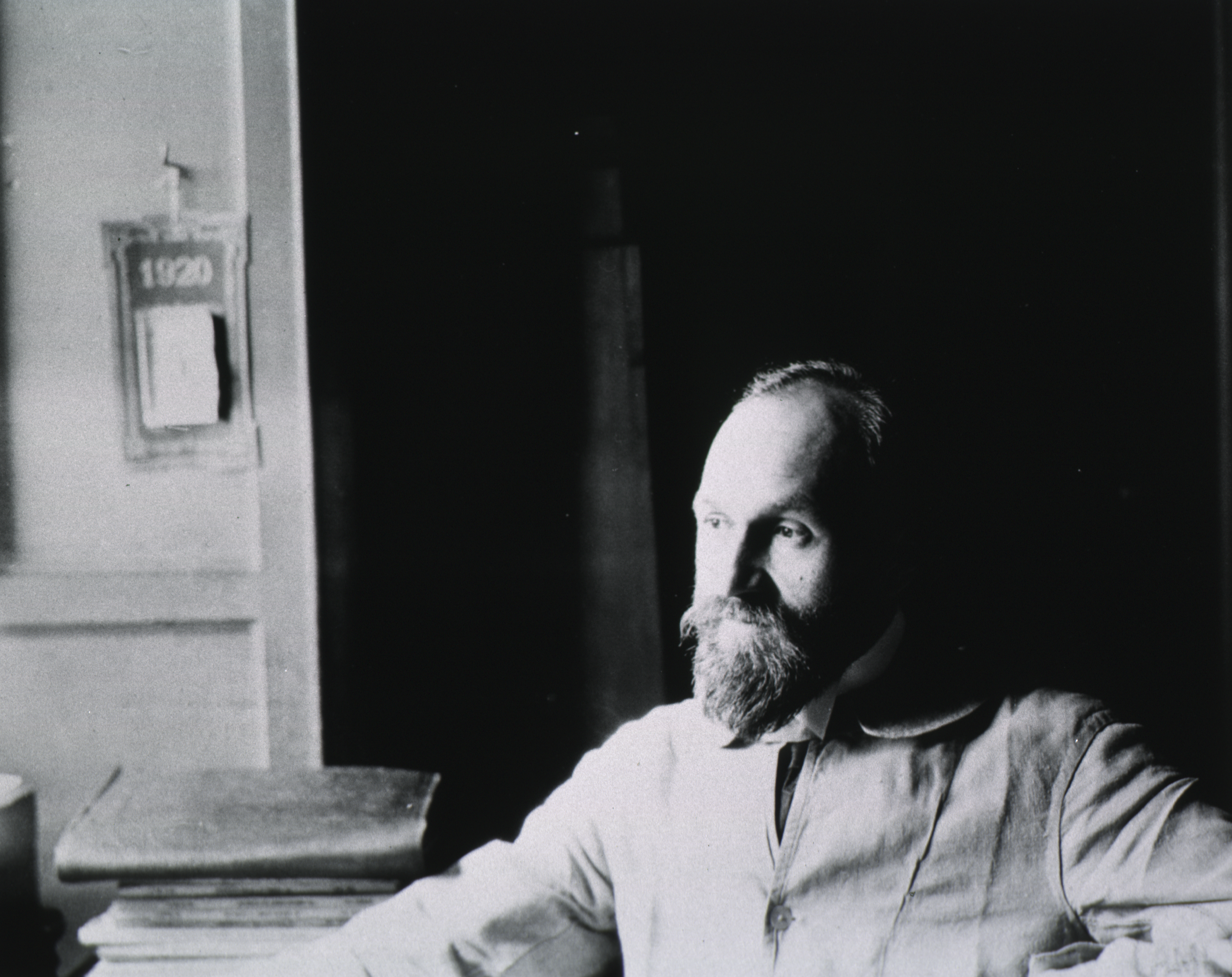
Henri Piéron, en 1920.

Le plan Langevin-Wallon prévoit un enseignement gratuit, laïque et obligatoire jusqu'à l'âge de 18 ans avec un corps professoral unique de la maternelle à l'université. Le plan prévoit ainsi de recruter tous les futurs maîtres après le baccalauréat de leur choix pour effectuer leurs deux premières années préuniversitaires dans les Écoles normales avant leurs deux années de licence à l'Université précédant leur nomination devant une classe.
Il prévoit notamment un tronc commun pour les élèves de 11 à 15 ans (2e cycle du premier degré) par l'unification des programmes des cours complémentaires, collèges et lycées. Ce qui témoigne de sa volonté de démocratiser l'enseignement par la mise en place d'un « collège unique » tel que le réalisera la réforme Haby de 1975.
Il prévoit ensuite d'orienter les élèves de 15 à 18 ans (3e cycle du premier degré) entre trois sections dont les enseignements obligatoires seront sanctionnés par un examen. Un certificat d'aptitude professionnelle (CAP) pour les élèves de la section des études pratiques (devenues professionnelles), un brevet d'éducation professionnelle (BEP) pour ceux de la section des études professionnelles (devenues techniques ou technologiques) et enfin un baccalauréat pour les élèves de la section des études théoriques mais avec création d'un baccalauréat technique.
Il définit des conditions idéales pour l'enseignement. Notamment 25 élèves maximum par classe et le respect des rythmes biologiques des enfants avec des horaires suggérés («à titre indicatif»): 2 heures par jour soit 10 heures par semaine pour les enfants de 7 à 9 ans, 3 heures par jour soit 15 heures par semaine pour les enfants de 9 à 11 ans, 4 heures par jour soit 20 heures par semaine pour les enfants de 11 à 13 ans et 5 heures par jour soit 25 heures par semaine pour les élèves de 13 à 15 ans.
Il préconise une revalorisation du travail manuel, allant de pair avec l'accès de chacun à une solide culture. Il pose le principe d'une éducation populaire accessible tout au long de la vie.
Il veut former tous les maîtres à la pédagogie active influencé en cela par celle de l'éducation nouvelle. Les inspecteurs seraient alors les conseillers pédagogiques des maîtres en collaboration avec les centres de recherche pédagogique.
Il prévoit la création d'un corps de psychologues scolaires assurant le suivi psychologique de chaque élève pour mieux assurer son orientation.
Il organise une éducation morale et civique des élèves visant à la formation de l'Homme et du citoyen. Et, pour ne pas désavantager les enfants habitant dans les communes rurales, il propose une organisation spécifique de l'enseignement dans les régions rurales.
En revanche, il reste muet en ce qui concerne le passage éventuel à la mixité des classes.

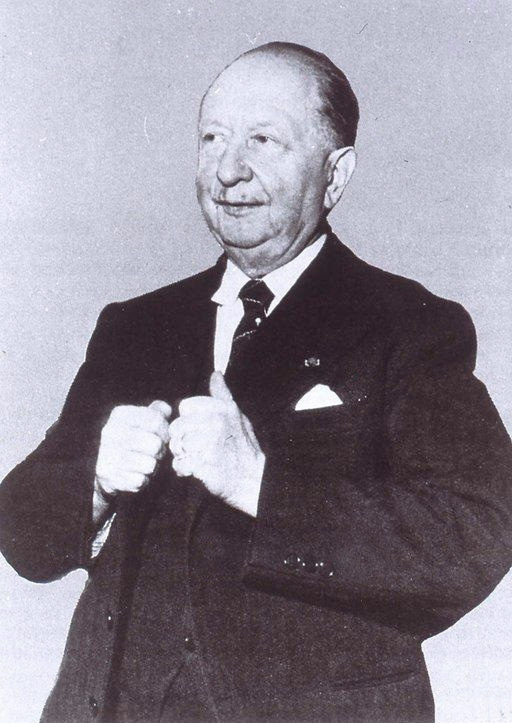
Lucien Febvre.

## Résumé du projet global de réforme

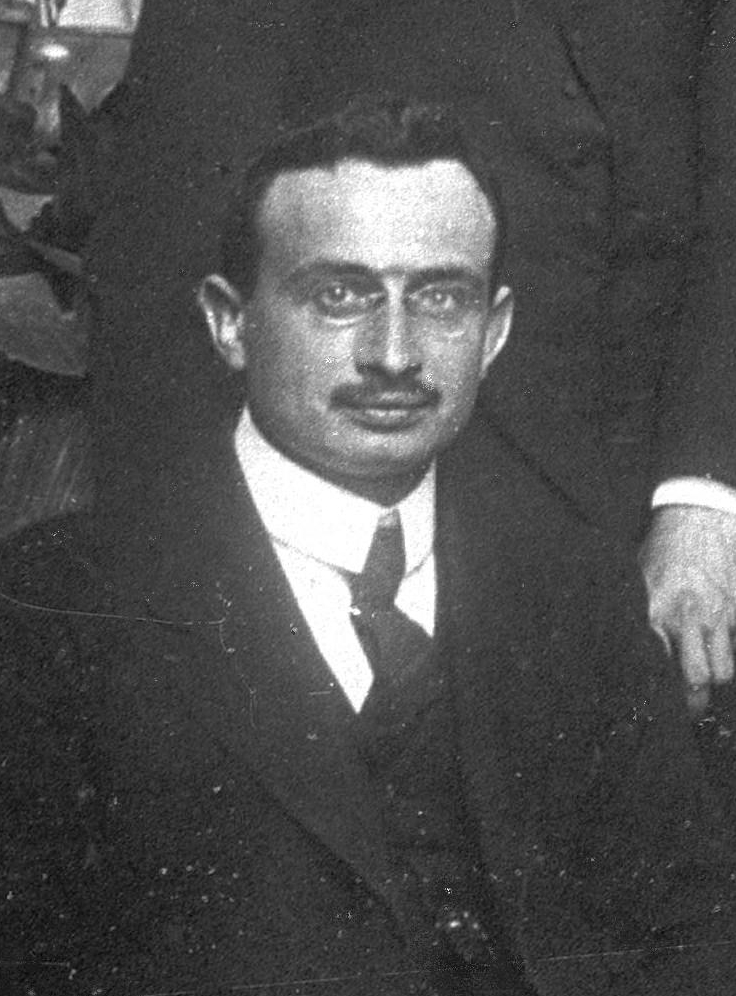
Jean Bayet, en 1919.

### Introduction
Aujourd'hui une réforme complète est nécessaire et urgente pour remplacer cette construction disparate par un ensemble clairement ordonné et susceptible de satisfaire tous les besoins.
La structure de l'enseignement doit en effet être adaptée à la structure sociale. La rapidité et l'ampleur du progrès économique, qui avaient rendu nécessaire en 1880 la diffusion de l'enseignement élémentaire pour tous les enfants de 7 à 13 ans, pose à présent le problème du recrutement d'un personnel de plus en plus nombreux de cadres et de techniciens. La bourgeoisie, héréditairement appelée à tenir les postes de direction et de responsabilité ne saurait plus désormais, seule, y suffire. Les besoins nouveaux de l'économie moderne posent la nécessité d'une refonte de notre enseignement qui, dans sa structure actuelle, n'est plus adapté aux conditions économiques et sociales.
En ce qui concerne les principes généraux, le premier principe, celui qui par sa valeur propre et l'ampleur de ses conséquences domine tous les autres, est le principe de justice. Il offre deux aspects non point opposés mais complémentaires : l'égalité et la diversité. Tous les enfants, quelles que soient leurs origines familiales, sociales, ethniques, ont un droit égal au développement maximum que leur personnalité comporte. Ils ne doivent trouver d'autre limitation que celle de leurs aptitudes. L'enseignement doit donc offrir à tous d'égales possibilités de développement, ouvrir à tous l'accès à la culture, se démocratiser moins par une sélection qui éloigne du peuple les plus doués que par une élévation continue du niveau culturel de l'ensemble de la nation. L'introduction de « la justice à l'école » par la démocratisation de l'enseignement, mettra chacun à la place que lui assignent ses aptitudes, pour le plus grand bien de tous. La diversification des fonctions sera commandée non plus par la fortune ou la classe sociale mais par la capacité à remplir la fonction. La démocratisation de l'enseignement, conforme à la justice, assure une meilleure distribution des tâches sociales. Elle sert l'intérêt collectif en même temps que le bonheur individuel.
L'organisation actuelle de notre enseignement entretient dans notre société le préjugé antique d'une hiérarchie entre les tâches et les travailleurs. Le travail manuel, l'intelligence pratique sont encore trop souvent considérés comme de médiocre valeur. L'équité exige la reconnaissance de l'égale dignité de toutes les tâches sociales, de la haute valeur matérielle et morale des activités manuelles, de l'intelligence pratique, de la valeur technique. Ce reclassement des valeurs réelles est indispensable dans une société démocratique moderne dont le progrès et la vie même sont subordonnés à l'exacte utilisation des compétences.
Celle-ci prendra pour base la connaissance de la psychologie des jeunes. En particulier l'effectif des classes devra être tel que le maître puisse utilement s'occuper de chaque élève : il ne devra en aucun cas dépasser vingt-cinq.
La culture générale représente ce qui rapproche et unit les hommes tandis que la profession représente trop souvent ce qui les sépare. Une culture générale solide doit donc servir de base à la spécialisation professionnelle et se poursuivre pendant l'apprentissage de telle sorte que la formation de l'homme ne soit pas limitée et entravée par celle du technicien.
Dépositaire de la pensée, de l'art, de la civilisation passée, l'école doit les transmettre en même temps qu'elle est l'agent actif du progrès et de la modernisation. Elle doit être le point de rencontre, l'élément de cohésion qui assure la continuité du passé et de l'avenir.
La prolongation de la scolarité obligatoire jusqu'à dix-huit ans entraîne la gratuité de l'enseignement aux trois cycles du premier degré. Pour s'ouvrir à tous ceux qui en peuvent bénéficier, l'enseignement supérieur doit, lui aussi, être gratuit.
La gratuité inscrite dans les textes serait un leurre si on la limitait à la suppression des frais d'études sans s'inquiéter des conditions et des moyens de vie des élèves et des étudiants. Dans les familles ouvrières, le gain de l'adolescent est escompté. L'apprenti, le jeune ouvrier doivent apporter leur contribution au budget familial, et de cette contribution il est matériellement impossible de se passer. la gratuité de l'enseignement ne peut être effective que si on instaure un régime nouveau et plus réaliste pour l'attribution des bourses, si l'on prévoit l'allocation d'un pré-salaire au troisième cycle du premier degré (de 15 ans révolus à 18 ans), si l'on considère enfin l'étudiant comme un travailleur, qu'il est en réalité, et qu'on lui alloue un salaire en rapport avec les services qu'il rend et qu'il est appelé à rendre à la collectivité.
Si l'on veut conserver à l'enseignement sa haute qualité, il est juste de préserver la dignité des maîtres, d'assurer leur prestige social, de favoriser leur perfectionnement professionnel. Il est juste de leur donner une situation matérielle et morale en rapport avec leur valeur technique et humaine et la place éminente qu'ils tiennent dans la vie nationale.
Enfin, le financement des mesures sociales (bourses, présalaire et salaire de l'étudiant) est indispensable pour rendre effective la réforme envisagée.
En conclusion, sa mise en œuvre dans sa totalité ne peut se faire que progressivement. Il faut vouloir cet effort sur le plan financier car le pourcentage des ressources nationales consacré par la France à l'Éducation est faible. En 1946, il n'atteint que 6 à 7 % et nous classe au vingt sixième rang, parmi les nations civilisées, loin derrière l'Angleterre (20 %) et les États-Unis (21 %). C'est à la fois l'avenir de notre économie et de notre culture qu'il s'agit de préparer et de défendre.

### Structure et organisation de l'enseignement
L'enseignement est organisé en deux degrés : le 1er degré jusqu'à 18 ans et le 2e degré au-delà.
L'enseignement du 1er degré est organisé, après le cycle non obligatoire de la maternelle, en trois cycles obligatoires de 6 ans révolus à 18 ans avec un corps professoral unique de la maternelle à l'université.
L'École maternelle de 3 à 7 ans c'est-à-dire jusqu'à six ans révolus.
Le Premier cycle scolaire de cinq ans pour les élèves âgés de 7 à 11 ans et entrant donc à l'âge de 6 ans révolus au cours préparatoire. Des écoles spéciales seront organisées d'urgence en nombre suffisant, pour les enfants présentant des déficiences mentales et morales et pour infirmes (aveugles, amblyopes, sourds-muets).
Le Deuxième cycle scolaire est un cycle d'orientation de quatre ans pour les élèves âgés de 11 à 15 ans et y entrant à l'âge de 11 ans révolus. Enseignement en partie commun et en partie spécialisé (optionnel) pour éprouver les goûts et les aptitudes des enfants. Et cela dans des établissements propres au 2e cycle, ce qui implique l'abolition des barrières ségrégatives entre cours complémentaires du « cursus populaire » et classes de la 6e à la 3e des collèges et lycées du « cursus bourgeois ». À mesure qu'elles pourront se préciser d'âge en âge, les options ou les groupements d'options devront acheminer l'enfant vers une des sections et branches d'enseignement entre lesquelles sera divisé le cycle suivant. Ainsi d'ailleurs pourrait se résoudre le problème des enfants « surnormaux » (surdoués ou précoces). Leur précocité est en général limitée à certaines aptitudes intellectuelles. D'autre part leur rassemblement dans des classes spéciales risquerait d'aboutir à de dangereux forçages intellectuels, sans préjudice de certains risques pour la formation de leur caractère. Au reste, la précocité n'est pas toujours un signe de supériorité définitive.
le Troisième cycle scolaire est un cycle de détermination de trois ans pour les élèves de 15 à 18 ans et y entrant à 15 ans révolus. Troisième cycle organisé en trois sections principales.
La Section pratique (lire professionnelle) pour les élèves chez qui les aptitudes manuelles l'emportent sur les aptitudes intellectuelles et qui sont dirigés sur des écoles pratiques d'apprentissage aux métiers et aux secteurs d'activités et où l'enseignement général conserve une place importante. Sections qui verront le jour avec la création en 1967 dans les collèges d'enseignement technique de nouvelles sections recrutant leurs élèves après la 3e des collèges ou la seconde des lycées et préparant en deux ans aux brevets d'études professionnelles (BEP industriels et commerciaux); sections prolongées en 1985 de deux années supplémentaires préparatoires aux baccalauréats professionnels.
La section professionnelle (lire technologique) pour les élèves susceptibles de fournir les cadres moyens de la production de biens et de services. Ceux qui manifestent plus d'aptitudes pour l'exécution que pour les études théoriques sont dirigés sur les écoles professionnelles (écoles commerciales, industrielles, agricoles, artistiques). Sections qui verront le jour ultérieurement avec la création des sections préparant aux brevets de technicien puis, en 1968, aux baccalauréats technologiques.
La section théorique pour les élèves dont les aptitudes aux études théoriques auront été reconnues et qui sont dirigés vers la préparation aux baccalauréats - 1) littéraires des Humanités classiques, - 2) scientifiques des Sciences pures, - 3) techniques des Sciences techniques, - 4) un baccalauréat technique devant être créé par ailleurs. Préparation aux baccalauréats ou aux épreuves qui leur seront substituées.
L'Enseignement du 2e degré est, lui, organisé en deux niveaux pour les étudiants de 18 ans révolus.
D'abord l'enseignement propédeutique ou préuniversitaire comporte une formation théorique et un premier contact avec les réalités des professions envisagées comme médecin, ingénieur, juriste, etc. Il prépare aux études universitaires avec une première orientation vers la profession.
Les grandes écoles deviennent des « Instituts d'Université spécialisés » rattachés aux Universités et qui, ultérieurement, ne seront ouverts qu'aux seuls candidats pourvus d'une licence.
Ensuite l'enseignement supérieur dont la nouvelle organisation doit remédier aux trois séries d'inconvénients constatées. D'une part, il faudra assurer le regroupement des enseignements théoriques et techniques dans les universités en développant des Centres d'études appelés Instituts d'université par exemple de psychologie, de physiologie, d'études économiques. Les étudiants feront alors deux ans d'études (Licence) à l'université pour recevoir ensuite l'éducation technique nécessaire dans les Instituts spécialisés (ex grandes écoles). D'autre part assurer le regroupement régional des Universités afin d'en développer l'influence et l'action et non de réduire le nombre des institutions universitaires déjà insuffisant. Les universités ayant deux tâches à remplir : la recherche scientifique et la diffusion culturelle.
L'enseignement universitaire devant remplir les trois fonctions suivantes. D'abord, assurer l'enseignement à objectif professionnel dans les Universités puis dans les Instituts techniques. Ensuite, assurer la recherche qui doit recevoir une suffisante autonomie. Et enfin, assurer l'enseignement purement culturel pouvant accueillir des étudiants n'ayant pas suivi l'enseignement préuniversitaire mais aux motivations et aux expériences suffisantes. Enseignement qui devra déborder le cadre de l'Université pour être en rapport avec tous les créateurs et foyers de culture de la région afin d'assurer tant le rayonnement de la culture dans les masses que l'appel aux vocations individuelles.

### Recrutement et formation des maîtres
Pour l'enseignement obligatoire jusqu'à 18 ans, un système particulier de bourses pourra être envisagé pour que le recrutement des maîtres puisse rester populaire.
Et, tout d'abord, il prévoit de recruter les futurs maîtres du Premier degré après l'obtention du baccalauréat de leur choix. Leur formation débutera alors par deux années préuniversitaires dans les écoles normales pour les futurs maîtres de matières communes (exclusives en maternelle et 1er cycle et dominantes en 2e cycle) ou de spécialités (croissantes en 2e cycle puis exclusives en 3e cycle). Écoles normales où ils doivent recevoir une double formation : une formation pratique au contact des écoliers des écoles annexes et une formation théorique spécialisée les préparant à celui des Universités.
Ensuite, pour tous, deux années de licence à l'Université à l'issue desquelles la plupart seront nommés maîtres stagiaires pendant un an selon leurs goûts, leurs aptitudes et leurs domaines de connaissances. Maîtres stagiaires de matières communes ou de spécialités. Année à l'issue de laquelle, ils seront titularisés après un examen d'aptitudes pédagogiques.
Mais, titulaires d'une licence, ils pourront alors préparer une agrégation réformée, certains directement après la licence et les autres après quelques années d'enseignement dont ils seront alors déchargés durant un an. Les agrégés enseigneront d'abord dans les 2e et 3e cycles du Premier degré avant d'enseigner éventuellement dans le cycle préuniversitaire.
Pour l'enseignement préuniversitaire, seuls les agrégés y enseigneront.
Quant aux Écoles normales supérieures, elles recruteront des candidats titulaires d'une licence, les uns par concours et les autres parmi les maîtres en exercice dans le Premier degré. Les ENS littéraires et scientifiques (type rue d'Ulm et Sèvres) formeront à la recherche les enseignants se destinant ultérieurement à l'Enseignement supérieur. Les ENS pédagogiques (type Saint-Cloud et Fontenay) formeront ceux qui, après avoir enseigné, seront nommés aux postes soit de directeurs, soit d'inspecteurs, soit de professeurs de pédagogie dans les écoles normales. L'ENS d'enseignement technique (type Cachan) formera elle aussi des inspecteurs et des directeurs de centres. Et l'ENS d'éducation physique jouera un rôle analogue dans le domaine des activités physiques éducatives.
Pour l'enseignement supérieur, en 1944-47, les recrutements des enseignants de l'enseignement supérieur sont différenciés. Ils se font alors parmi les docteurs ès Lettres dans les facultés des Lettres, parmi les docteurs ès Sciences dans les facultés des Sciences, par concours local de l'agrégation dans les facultés de Médecine et par concours national de l'agrégation dans les facultés de Droit.
Après en avoir fait une analyse critique, le projet se borne à trois recommandations. D'abord, l'intervention des ENS pour aider les doctorants à préparer leur thèse de doctorat et à accéder ainsi au professorat de l'Enseignement supérieur en Lettres et en Sciences. Ensuite, un concours national d'agrégation en Médecine. Et enfin, une amélioration de la préparation au concours national d'agrégation en Droit.
Pour les enseignements spéciaux à vocation technique et professionnelle, le projet propose de recruter des maîtres ayant l'expérience des professions de l'industrie, de l'agriculture, des affaires ou de l'administration pour chacun des quatre niveaux. À savoir par ordre croissant : les écoles pratiques d'apprentissage, les centres de formation agricole, les écoles professionnelles et enfin les instituts techniques d'Université. Maîtres pouvant alors recevoir une formation pédagogique comme stagiaires dans des établissements appropriés.

### Contrôle pédagogique des maîtres et psychologues scolaires
Les inspecteurs devront se consacrer à leurs tâches pédagogiques pour être davantage les guides que les juges des maîtres qu'ils inspectent. Ils devront devenir leurs conseillers pédagogiques en collaboration constante avec les centres de recherche pédagogiques. Pour être inspecteur, il faudra avoir enseigné au moins durant dix années puis avoir fait un stage prolongé dans une ENS pédagogique type Saint-Cloud et Fontenay.
La connaissance des enfants dans leurs particularités individuelles aussi bien que dans leur évolution psychologique contribuera à leur orientation scolaire. le projet prévoit donc un corps de psychologues scolaires diplômés d'État et ayant une double qualification : pédagogique et psychologique. Psychologues qui devront aussi apprécier pour chaque classe les méthodes éducatives et les programmes en fonction des aptitudes réelles et croissantes des enfants. Le contrôle du développement physiologique des enfants sera, lui, assuré par des médecins scolaires en relation avec les maîtres et les psychologues.

### Examens et concours
Les examens auront lieu à la fin de la scolarité obligatoire fixée à 18 ans et devront être un contrôle portant sur l'ensemble des études effectuées, à savoir un certificat d'aptitude professionnelle (CAP) pour les élèves de la section pratique, un brevet d'éducation professionnelle (BEP) pour ceux de la section professionnelle et un baccalauréat pour les élèves de la section théorique.
Au-delà de 18 ans, des concours donneront accès aux instituts et aux grandes écoles. Un 1er concours étant ouvert à celles et ceux achevant leur année préuniversitaire, un 2e concours étant ouvert aux élèves achevant leur licence.
Au-delà de la licence, l'agrégation et les doctorats d'université attribués après la présentation d'une thèse.

### Sections particulières
Des sections de rattrapage pour éviter de faire redoubler inutilement les enfants en difficulté scolaire. Des sections de perfectionnement pour dispenser la meilleure instruction possible aux enfants intellectuellement déficients comme le prévoyait la loi de 1909. Avec le même objectif, des sections de perfectionnement pour les enfants déficients sensoriels (sourds-muets, aveugles, amblyopes). Des sections de réadaptation pour réintégrer au plus vite dans le cursus normal les enfants qui en ont été provisoirement écartés du fait de leur conduite ou des délits commis par eux. Des sections auxiliaires pour prendre en charge les enfants ne pouvant fréquenter l'école soit parce qu'ils sont médicalement soignés en hôpital, sana ou préventorium, soit parce que leurs parents ont une vie nomade (bateliers, forains…).

### Éducation morale et civique
L'école publique, laïque, ne doit donner aucun enseignement doctrinal, politique ou confessionnel. En revanche, elle doit à la Nation de préparer l'enfant à prendre conscience et du rôle qui sera le sien dans la vie sociale, et de sa responsabilité de citoyen.
Par une éducation morale et civique progressive et adaptée, l'école devra donner à l'enfant le goût de la vérité, de l'objectivité du jugement, de l'esprit de libre examen et du sens critique pour en faire un homme libre du choix de ses opinions et de ses actes, pour lui faire acquérir le sens de la vie sociale, des avantages et des charges qu'elle implique et la conscience de ses responsabilités.
Cette éducation morale et civique se fera, en effet, à partir de la vie scolaire tout entière et à partir de méthodes basées sur l'activité et l'expérience personnelles. Ainsi, la plupart des services scolaires doivent être pris en charge par les élèves sous l'autorité de leur(s) maître(s), l'organisation de coopératives scolaires sera gérée par eux et ensuite ils participeront à des services sociaux et à des travaux d'intérêt général à l'extérieur de l'école.
Toutes ces activités scolaires et sociales ainsi que les jeux, les activités sportives, les occupations éducatives des loisirs devront concourir à donner alternativement aux adolescents des responsabilités de direction et des responsabilités d'exécutant. En effet, il importe d'éviter de cultiver en certains l'absolutisme du chef prédestiné et en d'autres l'habitude paresseuse d'une aveugle soumission. Il importe donc de donner à chacun la possibilité de mesurer les difficultés et les charmes de la liberté individuelle au sein d'une collectivité démocratique.
En mettant en évidence les éléments communs de leurs devoirs d'Homme et de citoyen, l'école contribuera efficacement à renforcer leur sentiment d'appartenance à la communauté française.

### Durée de la scolarité obligatoire
La scolarité obligatoire sera d'abord portée de 14 ans (depuis 1936) à 15 ans avec une année pratique préparant à la profession et introduisant donc des maîtres de l'enseignement technique.
Puis, dans les cinq ans au plus tard, la scolarité obligatoire devra être portée de 15 à 18 ans dans les établissements suivants : écoles d'apprentissage, écoles professionnelles et établissements du 3e cycle menant au baccalauréat.
Inclus dans le plan Monnet (1946-1952), un programme d'aménagement et de construction des établissements scolaires nécessaires sera établi. Et le recrutement des maîtres, amplifié en conséquence, exigera l'augmentation du nombre des enseignants de l'Université par laquelle ils seront formés après la période intermédiaire.

## Hommages
- En 1997, pour les cinquante ans du plan, des rencontres se sont déroulées au Sénat en présence de nombreux universitaires, ainsi que de la famille de Paul Langevin. Étaient présents notamment Maurice Agulhon, Guy Besse, Pierre Boutan, Antoine Casanova, Hélène Gratiot-Alphandéry, Gaston Mialaret, Philippe Meirieu, Madeleine Rebérioux, Jean Rosmorduc, Lucien Sève, Etya Sorel, ainsi que Luce Langevin, Noémie Koechlin, Bernard Langevin, Aline Dajoz, Jacques Varloteau et Hélène Langevin-Joliot[17].
- En 2017, pour les soixante-dix ans du plan, des rencontres ont eu lieu à l'ESPCI, école dirigée par Paul Langevin à l'époque, et où la mise en forme du plan avait eu lieu. Étaient présents notamment Marie-Christine Lemardeley, Jean-François Joanny, Fabien Oppermann, Catherine Kounelis, Emmanuelle Giry, Jean-Yves Rochex, Philippe Joutard, Jean-Claude Richez, Claude Lelièvre, Youenn Michel, Julien Marchesi, Jérôme Martin, Vincent Troger, Jean-Michel Chapoulie, Jean-Pierre Bellier, ainsi qu'Hélène Langevin-Joliot, Paul-Éric Langevin, Didier Wallon et Bernard Wallon[18].

### Membres de la commission
- Paul Langevin
- Henri Wallon
- Henri Piéron
- Jacques-Olivier Grandjouan
- Roger Gal
- Émile Coornaert
- Marcel Durry
- Lucien Febvre
- Pierre George
- Maurice Janets
- Adrien Lavergne
- Fernande Seclet-Riou
- Georges Teissier
- Jean Bayet
- Pierre Auger
- Gustave Monod
- Paul Le Rolland
- Marcel Cornu
- Dominique Parodi
- Alfred Weiler
- André Voguet
- Mathilde Cabane
- Fernand Canonge
- Fernand Renaudeau
- Henri Beslais
- Maurice Barrée
- Marie-Louise Soustre